# Анти (архитектура)
Вижте пояснителната страница за други значения на Анти.
Анти (парастада) (ед.ч. – анта) (на латински: antae – чела) се наричат челните, леко удебелени и изпъкнали краища на страничните, издадени напред надлъжни зидове, при сгради с правоъгълен план. Пример за такава сграда е мегаронът, където антите ограждат входа. Такива храмове се наричат „храмове с анти“. Намират широко разпространение в Архаична Гърция, където оформят края на пронаоса.

## Функции
Обикновено антите наподобяват колони, но за разлика от тях, са вложени директно в страничните стени на сградата. Появяват се вместо вертикално поставените дървени колони, прилепени към стената, в най-ранните гръцки храмове и дворци от типа на двореца в Тиринт или Храма на Хера в Олимпия. Използват се в качеството си на носеща конструкция, за да не пада цялото тегло на покрива върху страничните стени, които в началото са изградени от непечени тухли или тухлена зидария на глинен разтвор. По-късно, когато материалите на стените стават достатъчно здрави, антите се превръщат само в декоративен елемент.

## Оформление
Като декоративен елемент, антите се считат за предшественици на пиластъра. Челата им са плоски и оформени приблизително по правилата на архитектурния ордер, характерен за сградата. Понякога имат база и капител, различни по форма от тези на колоните. Между тях, при фасадния портик, като правило са издигнати две колони, но в най-старите паметници колоната може да бъде само една. Такива колони се наричат „колони между анти“. В храмовата архитектура, при вратата на наоса или непосредствено зад нея, антите образуват специално помещение, едната страна на което е отворена.

## Разпространение
Анти се срещат през целия период на бронзовата епоха и Архаична Гърция. Още при разкопките на Троя I от IV – III хилядолетие пр.н.е. е разкрит мегарон със силно изнесени напред анти на каменна основа, обшити с дърво. В културния пласт на Троя VI от 17 – 15 век. пр.н.е. са намерени мегарони с анти, облицовани с дялан камък. Срещат се при мегароните в Пилос, пропилеите в акропола и Големия мегарон в Тиринт и на много други места. Антите често се срещат в ренесансовите и постренесансови архитектурни стилове, повлияни от класическата древност.
Най-простият тип храм с анти се състои само от едно помещение, отворено от предната страна и се нарича дистил. Входът е оформен от издадените напред странични стени с анти отпред, които обикновено се обработват като пиластри или колони. Малко по-усложнените храмови постройки се наричат простил, също се състоят от едно помещение, но пред антите на фасадата е издигнат един ред колони. Ако храмът има колони и по страничните стени покрай антите, се нарича амфипростил.
- Дорийска анта от Атина
- Капител на антите в Ерехтейонът в Атина
- Капител на антите в Храма на Бел в Палмира, Сирия
- Капител на анта от Приен